# Esção
Esção ou Esção(n~m~p) é uma proposta de arquitetura computacional que elimina o gargalo de Von Neumann.
Esção é uma sigla que significa Engenharia de Sistemas de Computação Automatizada Otimizada.